# إسماعيل بن أبي حكيم
إسماعيل بن أبي حكيم القرشي المدني أحد رواة الحديث النبوي. قيل إن ابن أبي حكيم مولى لعثمان بن عفان، وقيل بل مولى الزبير بن العوام، وقيل مولى أم خالد بنت خالد بن سعيد بن العاص زوجة الزبير بن العوام.

## رواية الحديث
روى الحديث عن: سعيد بن مرجانة وسعيد بن المسيب وعبيدة بن سفيان الحضرمي وعروة بن الزبير وعطاء بن يسار وعمر بن عبد العزيز والقاسم بن محمد بن أبي بكر والقاسم بن مخيمرة. روى عنه الحديث: إبراهيم بن مهاجر بن مسمار وأسامة بن زيد الليثي وإسماعيل بن جعفر المدني وجويرية بن أسماء والحارث بن محمد الفهري وزهير بن محمد التميمي والضحاك بن عثمان الحزامي وعبد الله بن سعيد بن أبي هند وعبد السلام بن حفص المدني ومالك بن أنس وابن إسحاق وأبو الأسود محمد بن عبد الرحمن بن نوفل يتيم عروة وموسى بن سرجس وموسى بن محمد بن إبراهيم بن الحارث التميمي ويحيى بن سعيد الأنصاري. كان قليل الحديث، روى له مسلم، وأبو داود، والنسائي، وابن ماجه.

## الجرح والتعديل
- أبو حاتم الرازي: «يكتب حديثه».
- أحمد بن شعيب النسائي: «ثقة».
- ابن حجر العسقلاني: «ثقة».
- ابن عبد البر الأندلسي: «فاضل ثقة وهو حجة فيما روي عنه جماعة أهل العلم».
- الذهبي: «صدوق».
- محمد بن سعد البغدادي كاتب الواقدي: «كان قليل الحديث».
- محمد بن عبد الله بن البرقي: «ثقة».
- محمد بن وضاح القرطبي: «ثقة».
- يحيى بن معين: «صالح، ومرة ثقة».[2]